# Campeonato Gaúcho de Futebol de 1998 - Série A
O Campeonato Gaúcho de Futebol de 1998 foi a 78ª edição da competição no Estado do Rio Grande do Sul. A disputa teve seu início em 1º de fevereiro e o término em 7 de junho de 1998. 
O campeão deste ano foi o Juventude, marcando o fim da hegemonia de Grêmio e Internacional nas conquistas de títulos estaduais que se mantinha desde de 1954. Ao vencer o campeonato, o clube de Caxias do Sul colocou fim em duas marcas históricas. A do Renner, de 44 anos que um time fora a dupla da grenal não vencia o título. E a de 59 anos que um clube do interior do estado não conquistava a competição, o último havia sido o Rio-Grandense, que havia vencido em 1939. O clube da Serra Gaúcha conquistou a competição de forma invicta.

## Participantes
| - Grêmio (Porto Alegre) - 56ª - Internacional (Porto Alegre) - 54ª - Juventude (Caxias do Sul) - 36ª - Brasil-Far (Farroupilha) - 6ª - Caxias (Caxias do Sul) - 37ª - Guarani-VA (Venâncio Aires) - 8ª - Pelotas (Pelotas) - 42ª - Santa Cruz (Santa Cruz do Sul) - 29ª - Santo Ângelo (Santo Ângelo) - 9ª - São Luiz (Ijuí) - 12ª - Veranópolis (Veranópolis) - 5ª - Ypiranga (Erechim) - 19ª - Brasil-Pel (Pelotas) - 43ª - Glória (Vacaria) - 10ª - Esportivo (Bento Gonçalves) - 28ª - Inter-SM (Santa Maria) - 30ª - Lajeadense (Lajeado) - 14ª - Passo Fundo (Passo Fundo) - 20ª - Grêmio Santanense (Santana do Livramento) - 14ª - Novo Hamburgo (Novo Hamburgo) - 50ª - Palmeirense (Palmeira das Missões) - 3ª - 15 de Novembro (Campo Bom) - 4ª - São José-CS (Cachoeira do Sul) - 1ª - São José-PoA (Porto Alegre) - 14ª - São Paulo (Rio Grande) - 25ª - Taquariense (Taquari) - 3ª - Farroupilha (Pelotas) - 23ª (Rebaixado-2ª Divisão) - Guarany-GA (Garibaldi) - 8ª (Rebaixado-2ª Divisão) |

Nota:Grêmio, Internacional e Juventude não participaram da primeira fase do campeonato.

## Classificação da Primeira Fase

### Grupo A
| Classificação do Grupo A | Classificação do Grupo A | Classificação do Grupo A | Classificação do Grupo A | Classificação do Grupo A | Classificação do Grupo A | Classificação do Grupo A | Classificação do Grupo A | Classificação do Grupo A | Classificação do Grupo A | Classificação do Grupo A | Classificação do Grupo A |
| Time | Time                     | Pts                      | J                        | V                        | E                        | D                        | GP                       | GC                       | SG                       |                          |                          |
| --- | ------------------------ | ------------------------ | ------------------------ | ------------------------ | ------------------------ | ------------------------ | ------------------------ | ------------------------ | ------------------------ | ------------------------ | ------------------------ |
| 1 | São Luiz                 | 16                       | 10                       | 5                        | 1                        | 4                        | 15                       | 12                       | 3                        |                          |                          |
| 2 | Veranópolis              | 16                       | 10                       | 5                        | 1                        | 4                        | 13                       | 12                       | 1                        |                          |                          |
| 3 | Ypiranga                 | 15                       | 10                       | 5                        | 0                        | 5                        | 9                        | 8                        | 1                        |                          |                          |
| 4 | Brasil-Far               | 15                       | 10                       | 4                        | 3                        | 3                        | 10                       | 9                        | 1                        |                          |                          |
| 5 | Santo Ângelo             | 15                       | 10                       | 4                        | 3                        | 3                        | 9                        | 9                        | 0                        |                          |                          |
| 6 | Santa Cruz               | 14                       | 10                       | 4                        | 2                        | 4                        | 18                       | 14                       | 4                        |                          |                          |
| 7 | Pelotas                  | 14                       | 10                       | 4                        | 2                        | 4                        | 14                       | 13                       | 1                        |                          |                          |
| 8 | Guarani-VA               | 14                       | 10                       | 3                        | 5                        | 2                        | 11                       | 12                       | -1                       |                          |                          |
| 9 | Caxias                   | 14                       | 10                       | 3                        | 5                        | 2                        | 10                       | 9                        | 1                        |                          |                          |
| 10 | Glória                   | 12                       | 10                       | 3                        | 3                        | 4                        | 14                       | 18                       | -4                       |                          |                          |
| 11 | Brasil-Pel               | 6                        | 10                       | 1                        | 3                        | 6                        | 6                        | 13                       | -7                       |                          |                          |
| Pts – Pontos ganhos; J – Jogos; V - Vitórias; E - Empates; D - Derrotas; GP – Gols pró; GC – Gols contra; SG – Saldo de gols |                          |                          |                          |                          |                          |                          |                          |                          |                          |                          |                          |

### Grupo B
| Classificação do Grupo B | Classificação do Grupo B | Classificação do Grupo B | Classificação do Grupo B | Classificação do Grupo B | Classificação do Grupo B | Classificação do Grupo B | Classificação do Grupo B | Classificação do Grupo B | Classificação do Grupo B | Classificação do Grupo B | Classificação do Grupo B |
| Time | Time                     | Pts                      | J                        | V                        | E                        | D                        | GP                       | GC                       | SG                       |                          |                          |
| --- | ------------------------ | ------------------------ | ------------------------ | ------------------------ | ------------------------ | ------------------------ | ------------------------ | ------------------------ | ------------------------ | ------------------------ | ------------------------ |
| 1 | Esportivo                | 21                       | 10                       | 6                        | 3                        | 1                        | 14                       | 5                        | 9                        |                          |                          |
| 2 | Lajeadense               | 18                       | 10                       | 5                        | 3                        | 2                        | 15                       | 8                        | 7                        |                          |                          |
| 3 | 15 de Novembro           | 16                       | 10                       | 4                        | 4                        | 2                        | 14                       | 10                       | 4                        |                          |                          |
| 4 | Passo Fundo              | 15                       | 10                       | 4                        | 3                        | 3                        | 11                       | 10                       | 1                        |                          |                          |
| 5 | Palmeirense              | 6                        | 10                       | 1                        | 3                        | 6                        | 14                       | 21                       | -7                       |                          |                          |
| 6 | Taquariense              | 4                        | 10                       | 0                        | 4                        | 6                        | 8                        | 22                       | -14                      |                          |                          |
| 7 | Guarany-GA               | 0                        | 0                        | 0                        | 0                        | 0                        | 0                        | 0                        | 0                        |                          |                          |
| Pts – Pontos ganhos; J – Jogos; V - Vitórias; E - Empates; D - Derrotas; GP – Gols pró; GC – Gols contra; SG – Saldo de gols |                          |                          |                          |                          |                          |                          |                          |                          |                          |                          |                          |

### Grupo C
| Classificação do Grupo C | Classificação do Grupo C | Classificação do Grupo C | Classificação do Grupo C | Classificação do Grupo C | Classificação do Grupo C | Classificação do Grupo C | Classificação do Grupo C | Classificação do Grupo C | Classificação do Grupo C | Classificação do Grupo C | Classificação do Grupo C |
| Time | Time                     | Pts                      | J                        | V                        | E                        | D                        | GP                       | GC                       | SG                       |                          |                          |
| --- | ------------------------ | ------------------------ | ------------------------ | ------------------------ | ------------------------ | ------------------------ | ------------------------ | ------------------------ | ------------------------ | ------------------------ | ------------------------ |
| 1 | Inter-SM                 | 24                       | 12                       | 7                        | 3                        | 2                        | 29                       | 16                       | 13                       |                          |                          |
| 2 | São José-PoA             | 22                       | 12                       | 6                        | 4                        | 2                        | 22                       | 13                       | 9                        |                          |                          |
| 3 | Grêmio Santanense        | 21                       | 12                       | 7                        | 0                        | 5                        | 15                       | 13                       | 2                        |                          |                          |
| 4 | São Paulo                | 18                       | 12                       | 4                        | 6                        | 2                        | 13                       | 9                        | 4                        |                          |                          |
| 5 | Novo Hamburgo            | 16                       | 12                       | 5                        | 1                        | 6                        | 17                       | 23                       | -6                       |                          |                          |
| 6 | São José-CS              | 10                       | 12                       | 1                        | 7                        | 4                        | 12                       | 15                       | -3                       |                          |                          |
| 7 | Farroupilha              | 3                        | 12                       | 0                        | 3                        | 9                        | 9                        | 28                       | -19                      |                          |                          |
| Pts – Pontos ganhos; J – Jogos; V - Vitórias; E - Empates; D - Derrotas; GP – Gols pró; GC – Gols contra; SG – Saldo de gols |                          |                          |                          |                          |                          |                          |                          |                          |                          |                          |                          |

## Classificação da Segunda Fase

### Grupo D
| Classificação do Grupo D | Classificação do Grupo D | Classificação do Grupo D | Classificação do Grupo D | Classificação do Grupo D | Classificação do Grupo D | Classificação do Grupo D | Classificação do Grupo D | Classificação do Grupo D | Classificação do Grupo D | Classificação do Grupo D | Classificação do Grupo D |
| Time | Time                     | Pts                      | J                        | V                        | E                        | D                        | GP                       | GC                       | SG                       |                          |                          |
| --- | ------------------------ | ------------------------ | ------------------------ | ------------------------ | ------------------------ | ------------------------ | ------------------------ | ------------------------ | ------------------------ | ------------------------ | ------------------------ |
| 1 | Internacional            | 16                       | 6                        | 5                        | 1                        | 0                        | 16                       | 4                        | 12                       |                          |                          |
| 2 | Glória                   | 9                        | 6                        | 2                        | 3                        | 1                        | 10                       | 9                        | 1                        |                          |                          |
| 3 | Santo Ângelo             | 5                        | 6                        | 1                        | 2                        | 3                        | 8                        | 10                       | -2                       |                          |                          |
| 4 | Grêmio Santanense        | 3                        | 6                        | 1                        | 0                        | 5                        | 2                        | 13                       | -11                      |                          |                          |
| Pts – Pontos ganhos; J – Jogos; V - Vitórias; E - Empates; D - Derrotas; GP – Gols pró; GC – Gols contra; SG – Saldo de gols |                          |                          |                          |                          |                          |                          |                          |                          |                          |                          |                          |

### Grupo E
| Classificação do Grupo E | Classificação do Grupo E | Classificação do Grupo E | Classificação do Grupo E | Classificação do Grupo E | Classificação do Grupo E | Classificação do Grupo E | Classificação do Grupo E | Classificação do Grupo E | Classificação do Grupo E | Classificação do Grupo E | Classificação do Grupo E |
| Time | Time                     | Pts                      | J                        | V                        | E                        | D                        | GP                       | GC                       | SG                       |                          |                          |
| --- | ------------------------ | ------------------------ | ------------------------ | ------------------------ | ------------------------ | ------------------------ | ------------------------ | ------------------------ | ------------------------ | ------------------------ | ------------------------ |
| 1 | Grêmio                   | 13                       | 6                        | 4                        | 1                        | 1                        | 14                       | 3                        | 11                       |                          |                          |
| 2 | Santa Cruz               | 10                       | 6                        | 3                        | 1                        | 2                        | 15                       | 12                       | 3                        |                          |                          |
| 3 | Esportivo                | 7                        | 6                        | 2                        | 1                        | 3                        | 11                       | 11                       | 0                        |                          |                          |
| 4 | Inter-SM                 | 4                        | 6                        | 1                        | 1                        | 4                        | 7                        | 21                       | -14                      |                          |                          |
| Pts – Pontos ganhos; J – Jogos; V - Vitórias; E - Empates; D - Derrotas; GP – Gols pró; GC – Gols contra; SG – Saldo de gols |                          |                          |                          |                          |                          |                          |                          |                          |                          |                          |                          |

### Grupo F
| Classificação do Grupo F | Classificação do Grupo F | Classificação do Grupo F | Classificação do Grupo F | Classificação do Grupo F | Classificação do Grupo F | Classificação do Grupo F | Classificação do Grupo F | Classificação do Grupo F | Classificação do Grupo F | Classificação do Grupo F | Classificação do Grupo F |
| Time | Time                     | Pts                      | J                        | V                        | E                        | D                        | GP                       | GC                       | SG                       |                          |                          |
| --- | ------------------------ | ------------------------ | ------------------------ | ------------------------ | ------------------------ | ------------------------ | ------------------------ | ------------------------ | ------------------------ | ------------------------ | ------------------------ |
| 1 | Juventude                | 12                       | 6                        | 3                        | 3                        | 0                        | 6                        | 2                        | 4                        |                          |                          |
| 2 | Brasil-Pel               | 8                        | 6                        | 2                        | 2                        | 2                        | 5                        | 4                        | 1                        |                          |                          |
| 3 | São José-PoA             | 8                        | 6                        | 2                        | 2                        | 2                        | 4                        | 5                        | -1                       |                          |                          |
| 4 | Brasil-Far               | 3                        | 6                        | 0                        | 3                        | 3                        | 2                        | 6                        | -4                       |                          |                          |
| Pts – Pontos ganhos; J – Jogos; V - Vitórias; E - Empates; D - Derrotas; GP – Gols pró; GC – Gols contra; SG – Saldo de gols |                          |                          |                          |                          |                          |                          |                          |                          |                          |                          |                          |

### Grupo G
| Classificação do Grupo G | Classificação do Grupo G | Classificação do Grupo G | Classificação do Grupo G | Classificação do Grupo G | Classificação do Grupo G | Classificação do Grupo G | Classificação do Grupo G | Classificação do Grupo G | Classificação do Grupo G | Classificação do Grupo G | Classificação do Grupo G |
| Time | Time                     | Pts                      | J                        | V                        | E                        | D                        | GP                       | GC                       | SG                       |                          |                          |
| --- | ------------------------ | ------------------------ | ------------------------ | ------------------------ | ------------------------ | ------------------------ | ------------------------ | ------------------------ | ------------------------ | ------------------------ | ------------------------ |
| 1 | Veranópolis              | 13                       | 6                        | 4                        | 1                        | 1                        | 13                       | 7                        | 6                        |                          |                          |
| 2 | São Luiz                 | 10                       | 6                        | 3                        | 1                        | 2                        | 10                       | 10                       | 0                        |                          |                          |
| 3 | Lajeadense               | 5                        | 6                        | 1                        | 2                        | 3                        | 11                       | 16                       | -5                       |                          |                          |
| 4 | Ypiranga                 | 5                        | 6                        | 1                        | 2                        | 3                        | 9                        | 10                       | -1                       |                          |                          |
| Pts – Pontos ganhos; J – Jogos; V - Vitórias; E - Empates; D - Derrotas; GP – Gols pró; GC – Gols contra; SG – Saldo de gols |                          |                          |                          |                          |                          |                          |                          |                          |                          |                          |                          |